# Canal lateral de la Garona
El canal lateral de la Garona, també anomenat Canal de la Garona, és un canal navegable francès de petit calat, que uneix Tolosa de Llenguadoc amb Langon, prop de Bordeus i que juntament amb el Canal del Migdia uneixen el mar Mediterrani amb l'oceà Atlàntic en el conjunt que es coneix com a Canal dels dos Mars.

## Geografia

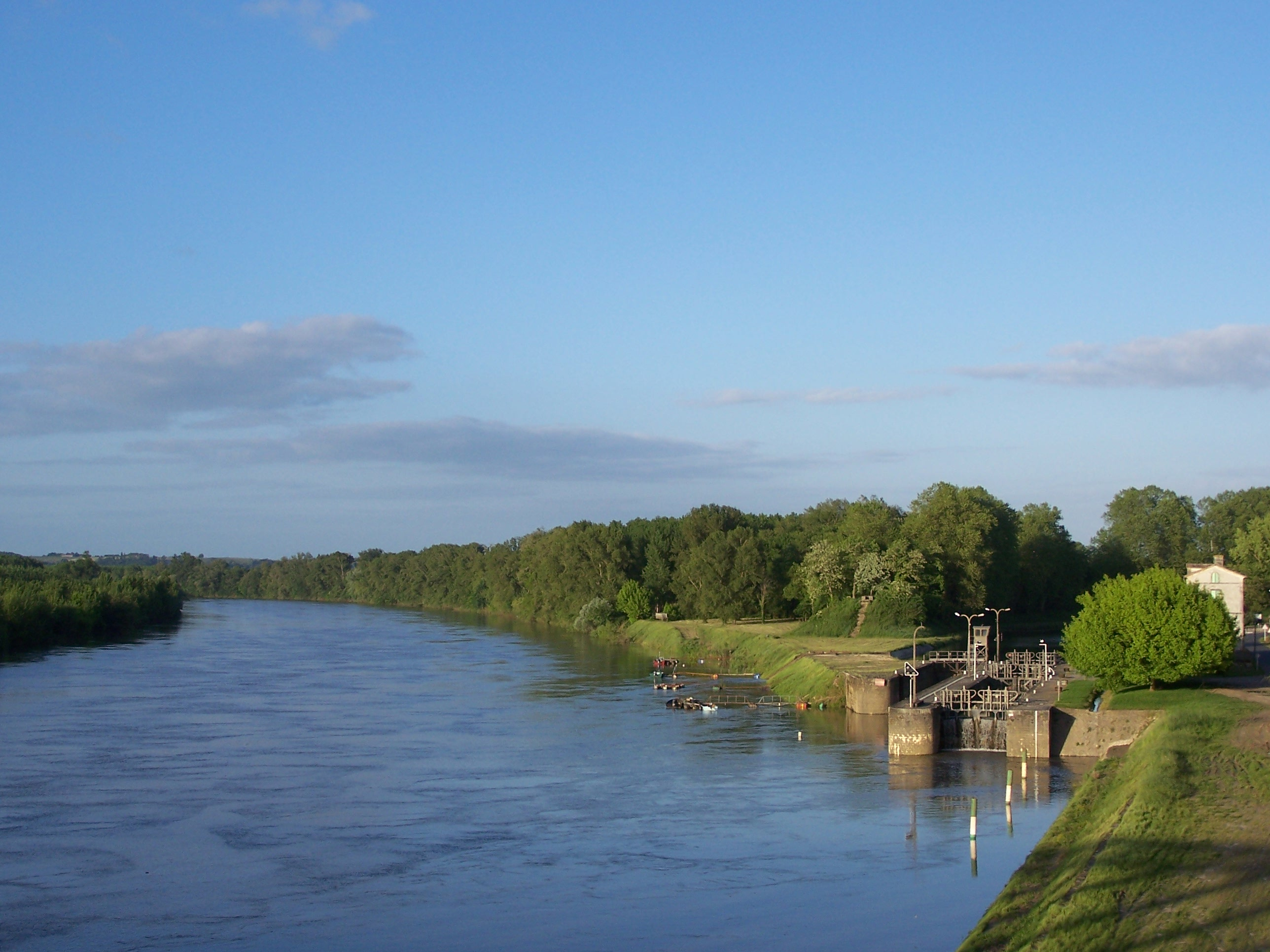
La Garona i el canal al costat de la resclos de Castets-en-Dorthe

El canal de la Garona és al sud-oest de França i circula en paral·lel al riu Garona, primer pel costat dret i a partir d'Agen, pel costat esquerre. El riu la travessa a través d'un pont-canal. En total són 193 km, des de Tolosa a Castets-en-Dorthe, al departament de la Gironda, situat a 53 km al sud-est de Bordeus, on s'uneix amb el riu, ja que a partir d'aquest punt és navegable gràcies als efectes de la marea.
El Canal posseeix tres enllaços:
- Amb el Riu Tarn, a través del canal de Montech, de 10,5 km de llarg i que compta amb 11 rescoles.
- La Baïse.
- El Lot, a través de dues rescloses que baixen al riu a Buzet-sur-Baïse i un recorregut de 4 km per la Garona.

El canal rep l'aigua a través de dues fonts d'alimentació:
- El canal de Brienne a Toulouse
- El rec de Laboulbène, a Agen (subterrani)

Excepte les cinc rescloses de montech, doblades pel pendent d'aigua el 1974, totes les altres tenen una llargada de 40,50 m per una amplada de 6 m. Les rescloses de Montech van guardar l'antiga profunditat de 30 m.
El canal té 83 ponts que el travessen i es van reconstruir el 1933 per tal d'adaptar-se a la navegació moderna.

## Història
Tot i que el canal es va inaugurar el 1853, la idea havia estat present des d'antic per tal d'unir el Mediterrani i l'Atlàntic.

### Estudi del projecte i gènesi del Canal del Migdia
Un canal navegable de l'atlàntic al mediterrani era una vella quimera. Hi va haver nombrosos projects, alguns d'utòpics, per construir-lo: Neró, August, Carlemany, Francesc I de França i Enric IV de França hi van pensar com un treball polític i econòmic. En efecte, la construcció d'aquesta obra permetria als vaixells de mercaderies evitar el contorn de la península Ibèrica i evitar conflictes i la pirateria.
Entre 1614 i 1662, amb l'impuls de Lluís XIII i Lluís XIV de França, es van presentar cinc projectes, però cap va satisfer l'aprovisionament d'aigua del canal. Fou el 1662 quqn Pierre-Paul Riquet va presentar un projecte, basat en la teoria d'Adam de Carponne i posat en pràctica per Hugues Cosnier per al Canal de Briare, que anava a buscar l'aigua al punt culminant del canal. En el cas del Canal del Migdia aquest era el Seuil de Naurouze, d'aquesta manera, l'aigua que s'anava a buscar a la Muntanya Negra s'escolava cap als dos vessants del canal. L'alimentació del sistema es va fer a través de captacions de diversos rius i rierols i de diverses canalitzacions.

### Construcció del canal
Mentre Pierre-Paul Riquet construïa el 1681 el Canal Reial del Llenguadoc, antic nom del Canal del Migdia, entre Seta i Tolosa, tenia la idea de continuar amb el canal en direcció a l'Atlàntic. Però com que les obres reials havien buidat les arques de l'estat, el projecte es va abandonar per falta de fons i es va haver de continuar amb la navegació pel riu Garona, sempre discontínua.
Fou el 1828 que una ordenança va obligar a estudiar els treballs que calia dur a terme per fer el canal, vital per al desenvolupament dels eixos de comunicació per a la circulació de matèries primeres. El 1832 l'estat va donar la concessió perpètua a la societat Magendie-Sion per a la construcció del canal a través del Canal de Brienne. Però aquesta societat no va complir els acords i l'estat li va retirar la concessió el 1835.
Fou el 1838 quan l'estat va confiar el projecte a l'inspector de ponts i calçades Jean-Baptiste de Baudre i la construcció va començar amb un pressupost de quaranta mil francs. Les obres van començar en diferents punts de manera simultània, amb milers d'obres per a construir els 193 quilòmetres de via fluvial, amb obres emblemàtiques com el pont-canal d'Agen.
El 1844, el tram Tolosa - Montech - Montauban (Canal de Montech) va ser obert a la navegació, fins a Buzet-sur-Baïse el juny 1853 i acabat el maig de 1856.

### El Canal fins al 1970
El canal es va acabar al mateix moment que la línia fèrria Bordeus-Seta, que seguia el mateix eix. L'estació d'Agen va tenir els primers trens el 1857.
En un principi, el tren no era competitiu respecte al transport fluvial. L'estat va cometre l'error quan el 1858 va concedir l'explotació del Canal lateral de la Garona a la Compagnie de Chemin de Fer du Midi, la competència directa del canal. Aquesta companyia va augmentar les taxes per al transport fluvial, fins que el 1898 se li va retirar la concessió; però elmal ja estava fet, ja que entre 1850 i 1893 el tràfic fluvial havia baixat dos terços.
Fins a la dècada de 1970 el canal va tenir un paper essencialment econòmic, amb el transport de mercaderies i viatgers.

### El Canal des de 1970

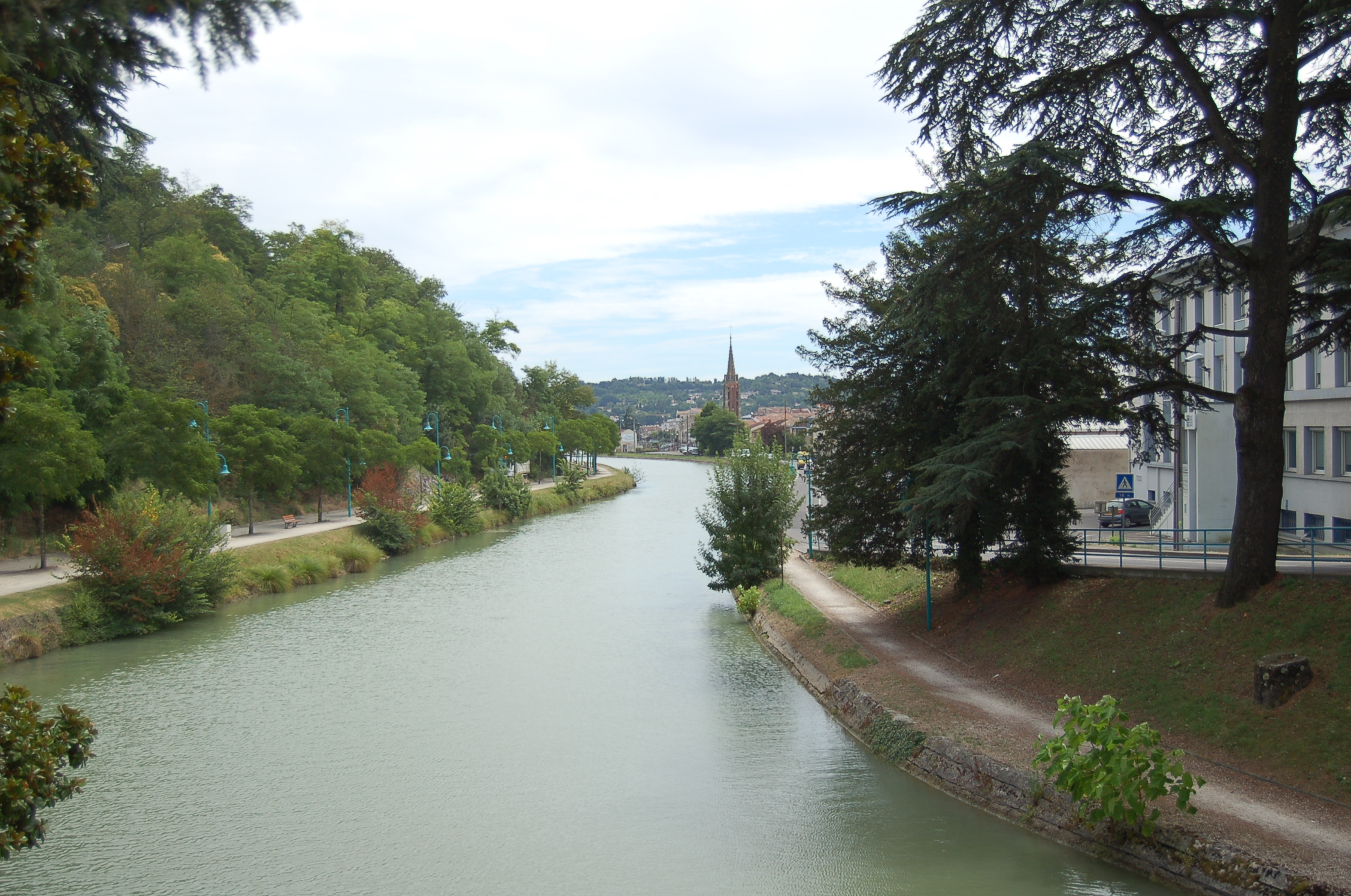
Camí arranjat per a passejar als voltants d'Agen

Fou durant la dècada de 1970 quan el canal va ser adaptat al calat Freycinet, per tal d'evitar el decreixement del transport, juntament amb el Canal del Migdia. Però foren durant aquests anys que els dos canals van veure arribar un altre tràfic, el turisme fluvial.
Els vaixells que porten visitants per tal de trobar un espai natural i històric vist des d'un punt diferent van aparèixer i desenvolupar-se. El 1996, a més, el Canal del Migdia va rebre el reconeixement de patrimoni de la humanitat per part de la UNESCO, encara va fer créixer més aquest turisme i va beneficiar al Canal de la Garona.
Més de la meitat de l'activitat de turisme fluvial es deu al lloguer de vaixells sense permís de conducció i això es tradueix en una flota de mil vaixells que transiten cada any del Mediterrani a l'Atlàntic. Els vaixells tripulats per professionals ofereixen altres prestacions, com l'hotel, el restaurant, la passejada... tot flotant.
De 12 vaixells que hi havia el 1970, la flota turística ha augmentat fins a 450, amb 500 llocs de feina permanents. L'impacte econòmic és important i ha comportat un augment d'entre el 10 i 60% de l'activitat econòmica dels pobles del canal. Els resultats es calculen al voltant de 26 milions d'euros per any.

## Obres d'art
En el curs del canal, els paisatges i les ciutats diverses del curs mitjà de la Garona se succeeixen, de la mateixa manera que les obres d'art, que són:
- Les rescloses: en un origen el canal comptava amb 56 rescloses, a les quals cal afegir les quatre que hi ha en la unió amb el riu Garona a Castets-en-Dorthe.
- La Rampa d'aigua de Montech: element que es va posar en servei el 1974 permet evitar cinc rescloses a través de la tracció mecànica dels vaixells. Fou obra de l'enginyer Aubert, que també va fer la Resclosa de Fonserannes, a Besiers, que va obrir-se deu anys més tard.
- Els ponts-canal: hi ha set ponts-canal en el recorregut que permeten franquejar la Garona i els afluents. El més important, amb 500 metres i vint-i-tres arques és el Pont-canal d'Agen. Els altres ponts-canal permeten passar sobre el riu Tarn, Pont-canal du Cacor i la Baïse, amb Pont canal sobre la Baïse.